# Championnat panaméricain masculin de handball 1985
Navigation
États-Unis 1983 Cuba 1989
La 4e édition du Championnat panaméricain masculin de handball  s'est déroulé à Manaus, au Brésil, du 28 octobre au 3 novembre 1985.
Cuba remporte cette édition pour la 4e fois et obtient ainsi sa qualification pour le Championnat du monde 1986. Les États-Unis et le Brésil sont qualifies pour Championnat du monde B 1987.

## Classement final
La compétition se déroule sous la forme d'une poule unique :
|                              | Équipe     | Pts | J | G | N | P | Bp  | Bc  | Diff |
| ---------------------------- | ---------- | --- | - | - | - | - | --- | --- | ---- |
| Médaille d'or, Amérique      | Cuba       | 10  | 5 | 5 | 0 | 0 | 156 | 86  | 70   |
| Médaille d'argent, Amérique  | États-Unis | 8   | 5 | 4 | 0 | 1 | 112 | 74  | 38   |
| Médaille de bronze, Amérique | Brésil     | 6   | 5 | 3 | 0 | 2 | 106 | 94  | 12   |
| 4                            | Mexique    | 3   | 5 | 1 | 1 | 3 | 81  | 125 | -44  |
| 5                            | Argentine  | 2   | 5 | 1 | 0 | 4 | 86  | 122 | -36  |
| 6                            | Canada     | 1   | 5 | 0 | 1 | 4 | 86  | 126 | -40  |

## Matchs
| 28 octobre 1985 | Cuba | 28 – 16 | Mexique |  |

|  | États-Unis | 21 – 16 | Argentine |  |

|  | Brésil | 22 – 14 | Canada |  |

| 29 octobre 1985 | Cuba | 38 – 15 | Argentine |  |

|  | États-Unis | 20 – 11 | Canada |  |

|  | Brésil | 27 – 11 | Mexique |  |

| 30 octobre 1985 | Cuba | 40 – 19 | Canada |  |

|  | Mexique | 21 – 18 | Argentine |  |

|  | États-Unis | 24 – 16 | Brésil |  |

| 1er novembre 1985 | Argentine | 20 – 18 | Canada |  |

|  | États-Unis | 28 – 9 | Mexique |  |

|  | Cuba | 28 – 17 | Brésil |  |

| 3 novembre 1985 | Cuba | 22 – 19 | États-Unis |  |

|  | Mexique | 24 – 24 | Canada |  |

|  | Brésil | 24 – 17 | Argentine |  |